# Shigeki Yamashiro
Shigeki Yamashiro est un créateur de jeu vidéo.

## Ludographie
- F-Zero (1990)
- The Legend of Zelda: A Link to the Past (1991)
- Star Wing (1993)
- Stunt Race FX (1994)
- EarthBound (1994)
- Donkey Kong Country (1994)
- Donkey Kong (1994)
- Super Mario World 2: Yoshi's Island (1995)
- Donkey Kong Land (1995)
- Donkey Kong Country 2: Diddy's Kong Quest (1995)
- Pilotwings 64 (1996)
- Killer Instinct Gold (1996)
- NBA 3 on 3 Featuring Kobe Bryant (1999)
- Ken Griffey Jr.'s Slugfest (1999)
- Ridge Racer 64 (2000)
- Excitebike 64 (2000)
- Crystalis (2000)
- Bionic Commando: Elite Forces (2000)
- Wave Race: Blue Storm (2001), producteur
- 1080° Avalanche (2003), producteur
- Ridge Racer DS (2004)
- Metroid Prime 2: Echoes (2004)
- Mario vs. Donkey Kong (producteur, 2004)
- Metroid Prime Hunters (producteur, 2006)